# Leamouth

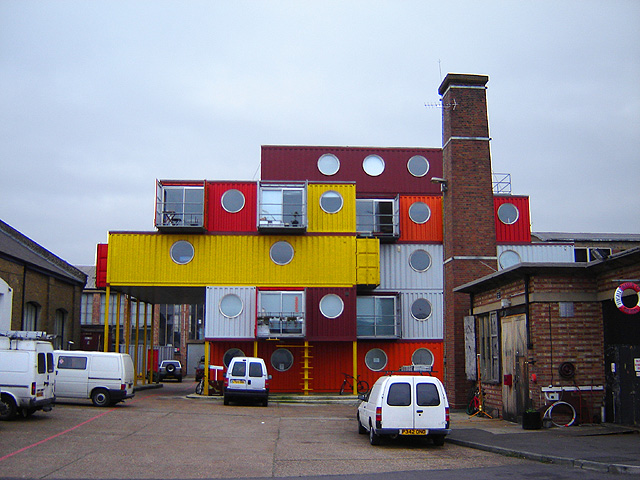
Container City 2 in Leamouth. (Februar 2006)

Leamouth ist ein Gebiet in London westlich des Rive Lea an der Themse. Der nördliche Teil dieses Gebietes liegt in einer Flussschleife des Lee, der südliche Teil wird im Westen von den ehemaligen East India Docks begrenzt, auf zwei Seiten vom River Lea und im Süden von der Themse. Das Gebiet besteht also aus zwei Landzungen – fälschlicherweise oft als Halbinseln bezeichnet, die nördliche heißt Good Luck Hope und die nach Osten weisende Orchard House.
Der Name der Letzteren kommt von einem Herrenhaus an dessen Spitze; 1800–1860 stand dort ein Pub gleichen Namens. Als die Docks gebaut wurden, wurde dieser Teil abgetrennt und war nur noch von der Dockstraße von Poplar aus zugänglich. Die Einwohner arbeiteten in der Glashütte, den Eisen- und Maschinenbaubetrieben, bei Samuda Bros., am Orchard House Yard oder bei Thames Ironworks and Shipbuilding and Engineering. Als die Thames Plate Glass Works (dt.: Thames-Flachglaswerke) 1874 ihre Tore schlossen folgten viele Arbeiter, die in den 1840er-Jahren aus Nordengland, Tyneside oder St. Helens, zugezogen waren, der Glashütte an den neuen Standort nach New Albany (Indiana). Als Arbeiterwohnungen gab es ca. 100 kleine, zweistöckige Häuser, die seit den 1820er-Jahren gebaut und 1935 abgerissen wurden. Es gab die 1865 gegründete Bow Creek School, aber nur wenige Ladengeschäfte, und das Crown, ein Pub wurde ca. 1840 eröffnet.
Eine Straße, Orchard Place, verläuft durch das frühere Industriegebiet und die Lower Lea Crossing durchquert den schmalen Landstreifen zwischen den beiden Landzungen. Auf dem nördlichen Teil befand sich im Wesentlichen das Betriebsgelände der Pura Foods Ltd. (Speiseölhersteller) auf dem Gelände der ehemaligen Thames Plate Glass Works. Der südliche Teil beherbergte Maschinenbaubetriebe, Werften, die Thames Ironworks and Shipbuilding and Engineering Co. Ltd., den Orchard House Yard und die Trinity Buoy Wharf mit Londons einzigem Leuchtturm. Es gibt dort auch einige Container-Cities, aus alten Seecontainern aufgebaute Unterkünfte. Die Jubilee-Fußgängerbrücke über den Lee verbindet das Gebiet mit dem Ostufer des Lea und dem Bahnhof Canning Town.
Das Leamouth Peninsula Project wurde vom Architekturbüro Skidmore, Owings and Merrill geplant und sieht bis zu 1.837 neue Häuser, ein Gemeinschaftszentrum, eine Kunsthalle und eine Grundschule für bis zu 371 Kinder auf der Halbinsel vor. Die 176.516 m² große Fläche wird sehr dicht mit Häusern bebaut, die sich um einen zentralen Fußweg gruppieren sollen, der das Gelände mit dem künftigen Lea Valley Linear Park und dem Olympiapark für 2012 verbindet. Es sollen dort Wohntürme von 44–85 m Höhe entstehen. Das Gelände soll in zwei Phasen bebaut werden; eine betrifft das Gebiet nördlich der einzigen Zugangsstraße, die andere südlich um die Trinity Buoy Wharf. Der Bau wurde begonnen, aber Anfang 2009 wegen der schlechten Lage auf dem Wohnungsmarkt wieder eingestellt.